# Emil Vlajki
Emil Vlajki (Ruse, Bugarska, 1942.) je bosanskohercegovački politolog, sveučilišni profesor i bivši potpredsjednik Republike Srpske iz reda hrvatskog naroda.

## Životopis
Emil Vlajki rođen je u Rusu u Bugarskoj u logoru gdje je bila internirana njegova majka. Vratio se s roditeljima u Split 1945., gdje je završio osnovnu i srednju školu. Obrazovanje nastavlja na Fakultetu političkih znanosti i Ekonomskom fakultetu u Zagrebu. Doktorirao je političke znanosti u Parizu na Sorbonni 1970. S 28 godina bio je najmlađi doktor znanosti u ondašnjoj Jugoslaviji.
Počinje raditi na Francuskoj radioteleviziji, no pozvan je u Sarajevo, gdje je 1972. imenovan docentom na Novinarskom fakultetu. Bio je prvi profesor tog fakulteta u toj oblasti. Redovni profesor fakulteta postao je 1986. Kako se usporedno bavio i socijalnom patologijom, i u toj oblasti imenovan je redovnim profesorom 1988. Gostujući profesor bio je na Sveučilištu Yale u New Havenu u Sjedinjenim Državama 1989. i na Katoličkom sveučilištu u Louvainu u Belgiji 1991.
Početkom Domovinskog rata u Bosni i Hercegovini bio je potpredsjednik Crvenog križa u Sarajevu. U prosincu 1992. napušta grad predvodeći kolonu od 2000 ljudi prema Beogradu. Iduće godine, 1993., pozvan je u Kanadu da predaje na odjelima za komunikologiju, socijalni rad, sociologiju i međunarodne odnose. U Francusku se vraća 2003. gdje surađuje sa Sveučilištem u Toulousu u oblasti političkog informiranja. U Banju Luku dolazi 2005. na poziv novootvorenog privatnog Fakulteta političkih znanosti. Iduće godine prelazi raditi na Sveučilište Istočno Sarajevo na studij novinarstva i političkih znanosti, a 2009. počinje raditi na Sveučilištu u Banjoj Luci, također na studiju novinarstva i političkih znanosti.